# Lars (biskop)
Lars av Lijesläkten, död 1258
Reste som pilgrim till "det heliga landet" och utnämndes efter sin hemkomst därifrån till biskop i Linköping. Biskop mellan 1236 och 1258.